# Commodore MAX Machine
Il Commodore MAX Machine, noto anche come Ultimax negli Stati Uniti e come VC-10 in Germania, è un home computer progettato e venduto dalla Commodore International in Giappone nel 1982. Era una versione minore del Commodore 64 in quanto non è presente il BASIC su ROM, ma solo su cartuccia, e la RAM a disposizione è molto minore rispetto a quella di un normale C64. Fu presentato a Tokyo, a fine Maggio 1982 con il nome VICKEY, venduto a 34.800 Yen.
Il manuale del Commodore 64 cita questa macchina, affermando che la Commodore l'avrebbe venduta in tutto il mondo, anche se in realtà lo fu solo in Giappone.

## Caratteristiche
Il software risiede su apposite cartucce, compatibili con il C64 (vedi cartucce per Commodore 64); ha una tastiera a membrana e possiede 2,5 KiB di memoria RAM. Utilizza lo stesso chipset e CPU del Commodore 64, compreso il chip SID.

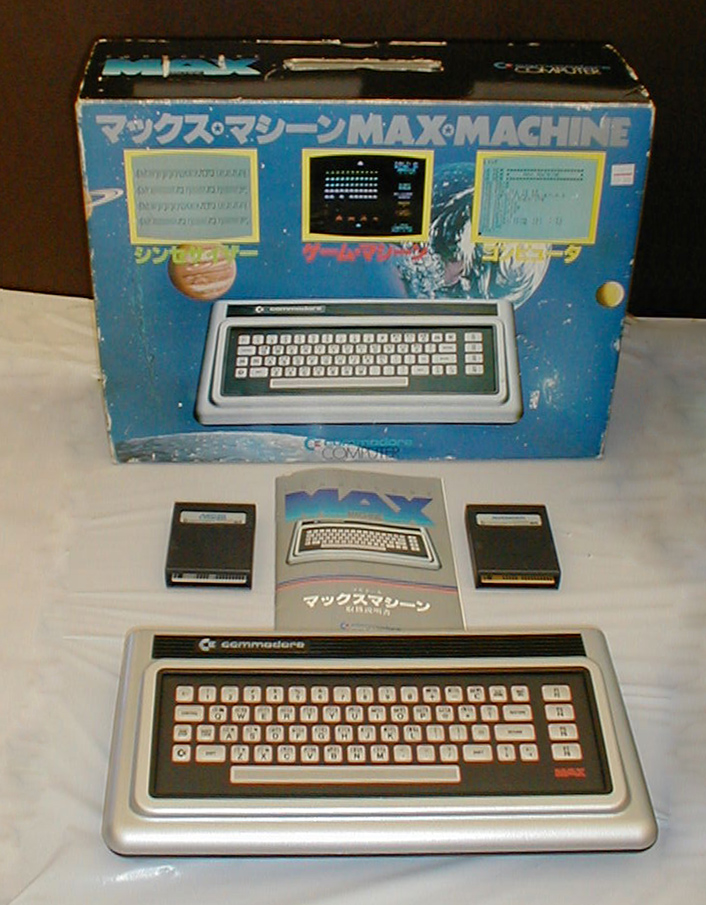
Commodore MAX Machine

Costava intorno ai 200 dollari, come il VIC-20, ma sebbene il MAX fosse superiore a livello grafico e sonoro, il VIC-20 aveva maggiore disponibilità di software, maggiore espandibilità (nel MAX era disponibile solamente una espansione per un lettore a cassette, ed era privo di porte per la connessione con drive floppy, stampanti o modem) e una tastiera migliore, rendendolo così più attraente sul mercato. Per questi motivi il MAX ebbe scarso successo, e fu messo rapidamente fuori produzione: le poche unità prodotte lo rendono molto ricercato negli ambienti di retrocomputing.

## Software
Segue un elenco, che si presume completo, delle cartucce pubblicate, tutte dalla Commodore. Dove non diversamente specificato sono videogiochi.
- Avenger (1983)
- Billiards (1983)
- Bowling (1983)
- Clowns (1982)
- Gorf (1983)
- Jupiter Lander (1982)
- Kickman (1982)
- LeMans (1982)
- Mini BASIC (1982), ambiente di programmazione
- MAX BASIC (1982), ambiente di programmazione
- Mole Attack (1982)
- Money Wars (1982)
- Music Composer (1982), software musicale
- Music Machine (1982), software musicale
- Omega Race (1982)
- Pinball Spectacular (1983)
- Radar Rat Race (1982)
- Road Race (1982)
- Sea Wolf (1982)
- Slalom (1983)
- Speed/Bingo Math (1982)
- Super Alien (1982)
- Visible Solar System (1982), software di astronomia
- Wizard of Wor (1982)

Tutte le cartucce sono utilizzabili anche sul Commodore 64, e molti dei software vennero ripubblicati anche in edizioni per il C64 in Occidente, con contenuto identico o a volte leggermente modificato; nel caso di Avenger (un clone di Space Invaders), Gorf e soprattutto Wizard of Wor le versioni per MAX e per C64 sono molto diverse.